# Route nationale 649
La route nationale 649 ou RN 649 était une route nationale française reliant Sabres à Grenade-sur-l'Adour. À la suite de la réforme de 1972 et de la modification des tracés des RN 134 et 124, le tronçon de Sabres à Mont-de-Marsan a été renommé RN 134 et celui de Mont-de-Marsan à Grenade-sur-l'Adour a été renommé RN 124. La section de Saugnacq-et-Muret à Sabres était la Départementale 20. Les sections correspondant aux RN 134 et 124 ont été déclassées en 2006.

## Ancien tracé de Sabres à Grenade-sur-l'Adour (N 134 & N 124)
- Perrègue, commune de Sabres, où elle se détachait de la RN 626
- Garein
- Uchacq-et-Parentis
- Mont-de-Marsan
- Grenade-sur-l'Adour